# 平田郵便局 (岐阜県)
平田郵便局（ひらたゆうびんきょく）は、岐阜県海津市にある郵便局。民営化前の分類では集配特定郵便局であった。

## 概要
住所：〒503-0399 岐阜県海津市平田町今尾中区1592-1

## 沿革
- 1872年6月6日（明治5年5月1日） - 今尾郵便取扱所として開設[1]。
- 1875年（明治8年）1月1日 - 今尾郵便局（五等）となる。
- 1880年（明治13年）11月 - 為替取扱を開始。
- 1881年（明治14年） - 貯金取扱を開始。
- 1897年（明治30年）3月16日 - 今尾郵便電信局となる。
- 1903年（明治36年）4月1日 - 通信官署官制の施行に伴い今尾郵便局となる。
- 1955年（昭和30年）8月16日 - 平田郵便局に改称[2]。
- 1959年（昭和34年）3月21日 - 海西郵便局から電話交換事務を移管。
- 1968年（昭和43年）7月27日 - 和文電報配達および電話簡易営業事務を美濃平田電報電話局に移管。
- 2007年（平成19年）10月1日 - 民営化に伴い、併設された郵便事業羽島支店平田集配センターに一部業務を移管。
- 2012年（平成24年）10月1日 - 日本郵便株式会社発足に伴い、郵便事業羽島支店平田集配センターを平田郵便局に統合。

## 取扱内容
- 郵便、印紙、ゆうパック、内容証明
- 貯金、為替、振替、振込、国際送金、国債
- 生命保険、バイク自賠責保険
- ゆうちょ銀行ATM
- 「503-03xx」区域（海津市（旧海津郡平田町域））の集配業務

## 周辺
- 海津市役所平田庁舎
- 海津市立今尾小学校
- 岐阜県立海津特別支援学校
- ヨシヅヤ海津平田店
- 揖斐川
- 大榑川
- 岐阜県道213号養老平田線

## アクセス
- 海津市・羽島市広域バス 今尾停留所下車
- 名神高速道路 大垣ICから南へ約8.5km、岐阜羽島ICから南西へ約10km
- 駐車場あり：6台